# Городок (населённый пункт)

Военный городок Клин-9 в советское время. Проход только через КПП.

Городо́к — тип населённого пункта или его части (микрорайон, квартал, группа домов), в России и в странах бывшего СССР, который обычно отделён от других населенных территорий по причине сложного рельефа, реки, других природных особенностей (Приморский, Заречье…) или по своему назначению (Звёздный городок, Авиагородок, Академгородок, Университетский, Военный и так далее).
Городок (от слова «городить») — в древней Руси жилое место, окруженное оборонительной оградой.
Иногда, по причине рельефа или градостроительного замысла, в населенном пункте отсутствуют улицы и в почтовых адресах жителей вместо них указывают названия городков.
Изучением законов и правил жилой застройки занимается градостроительство.